# Царство культов
Ца́рство ку́льтов (англ. The Kingdom of the Cults) — книга американского евангелического священнослужителя, теолога, писателя и христианского апологета Уолтера Ральстона Мартина. Является одним из главных справочных изданий контркультового движения в США.

## Содержание
Мартин в своей книге исследовал большое количество новых для 1960-х годов религиозных движений, включая такие крупные, как «Христианская наука», Церковь Иисуса Христа святых последних дней, свидетели Иеговы, армстронгизм, теософия, бахаизм, унитарианский универсализм, адвентисты седьмого дня, наряду с небольшими религиозными группами, восходящими к нью эйджу и восточным религиям. Кроме того он рассматривает такие мировые религии, как буддизм и ислам.
Мартином были изучены история и вероучение каждой из рассматриваемых групп, с последующим их соотношением с христианством.
Мартин рассматривает понятие «культ» в двух значениях: как «религиозную группу, которая значительно отличается от религиозных групп, считающихся общепринятыми в нашей культуре, по одному или более аспектов исповедания или обрядов» и как «группу людей, объединившихся вокруг определенного человека или истолкования Библии».

## Распространённость и влияние
К 1989 году совокупный тираж книги составил 500 миллионов экземпляров, она вошла в десятку религиозных бестселлеров. Евангелики оценивали книгу как «авторитетный справочник по крупным культовым системам за последние 40 лет». В то же время с критикой выступали представители исследуемых Мартином групп, например мормоны, поскольку им не нравилось, что их относят к культам.
Издательство Bethany House Publishers пять раз переиздавало книгу с исправлениями и дополнениями. После смерти автора изменения в текст в основном вносили директор «Христианского исследовательского института» Хэнк Ханеграаф и бывшая сотрудница «Христианского исследовательского института» Гретчен Пассантино. Так в издание 1985 года не включена Нация ислама, а в издании 2000 года его снова вернули, включив в главу про ислам. Последнее на данный момент (шестое) издание 2019 года получило подзаголовок «Исчерпывающий труд по данной теме». В 2003 году в том же издательстве вышел вариант книги, отредактированный канадско-американским христианским апологетом Рави Захариасом, который указан в выходных данных как соавтор.